# Marly-Gomont
Marly-Gomont ist eine französische Gemeinde im Département Aisne in der Region Hauts-de-France. Sie gehört zum Arrondissement Vervins und zum Kanton Guise. Die Bewohner nennen sich Marlysiens.

## Geographie
Die Gemeinde Marly-Gomont liegt in der Landschaft Thiérache, zwölf Kilometer nordwestlich von Vervins. Die Dörfer in der Gemeindegemarkung heißen Béchaué, Marly und Gomont. Im Norden bildet die Oise weitgehend die Gemeindegrenze. Nachbargemeinden von Marly-Gomont sind Chigny und Englancourt im Norden, Saint-Algis und Haution im Osten, Le Sourd im Südwesten (Berührungspunkt) sowie Proisy im Westen.

## Geschichte
Das Gebiet um Marly war schon im 12. Jahrhundert besiedelt.

### Bevölkerungsentwicklung
| Jahr      | 1962 | 1968 | 1975 | 1982 | 1990 | 1999 | 2006 | 2013 | 2022 |
| Einwohner | 614  | 551  | 507  | 420  | 464  | 429  | 420  | 445  | 484  |

## Sehenswürdigkeiten
- Wehrkirche Saint-Remi, Monument historique

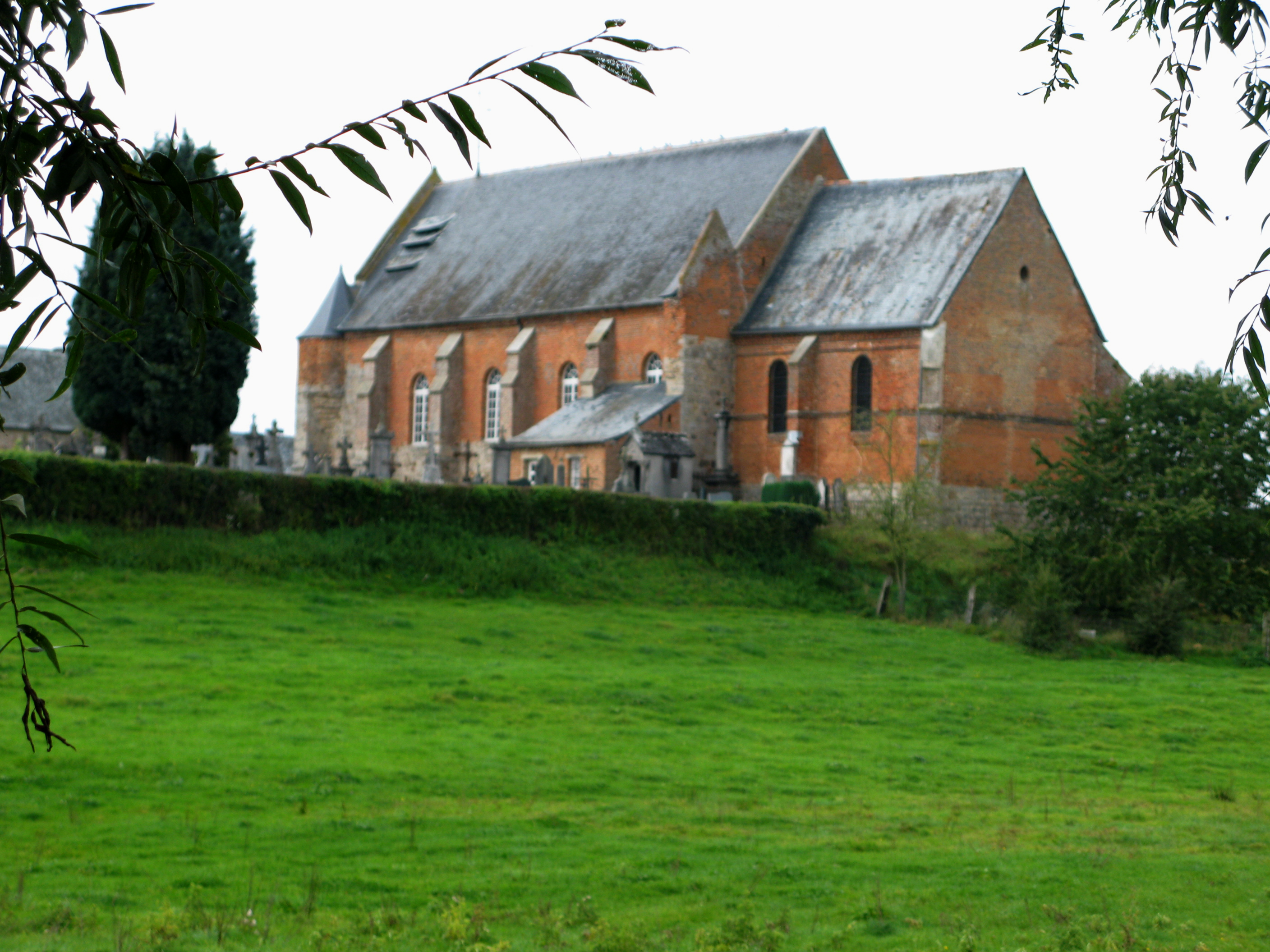
Kirche Saint-Remi
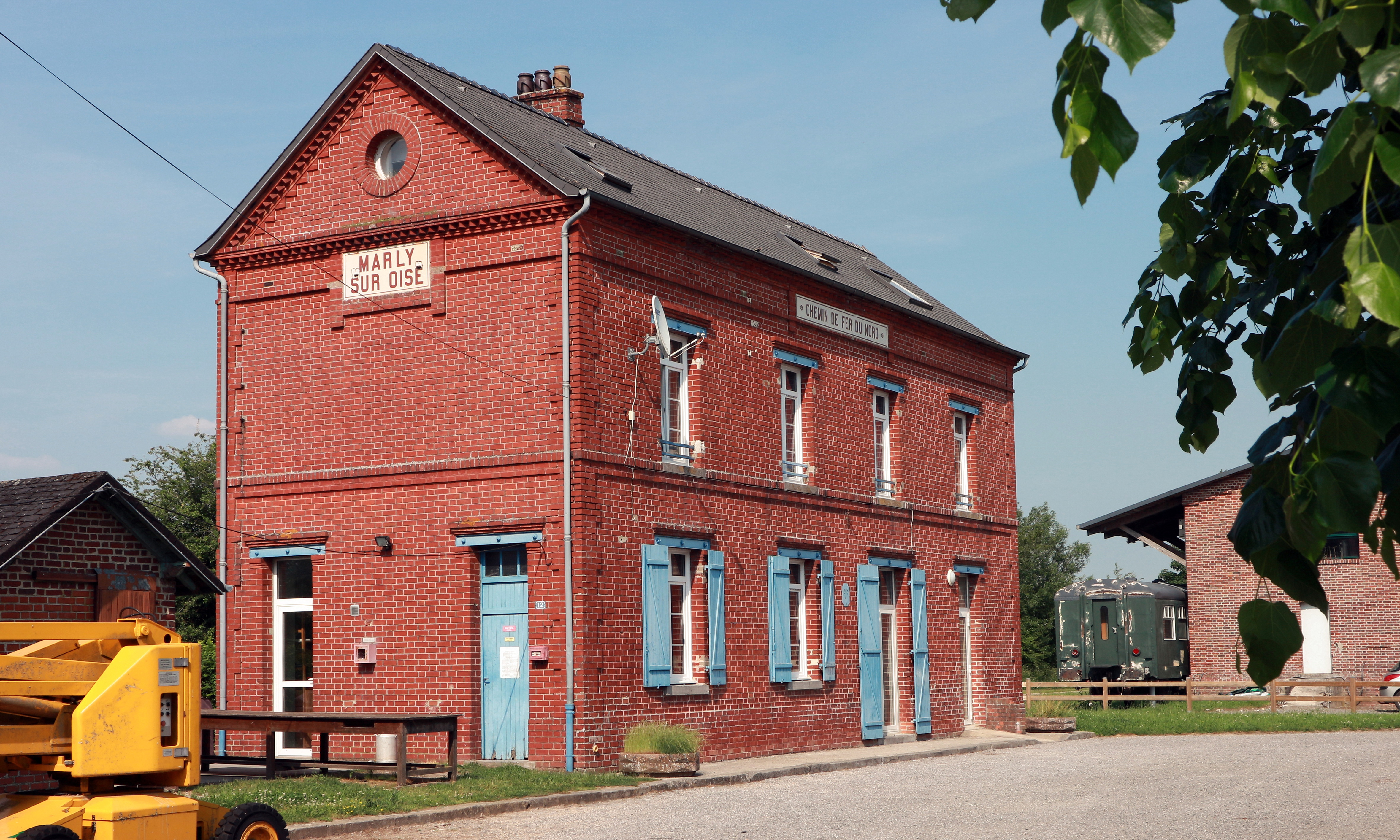
Ehemaliger Bahnhof
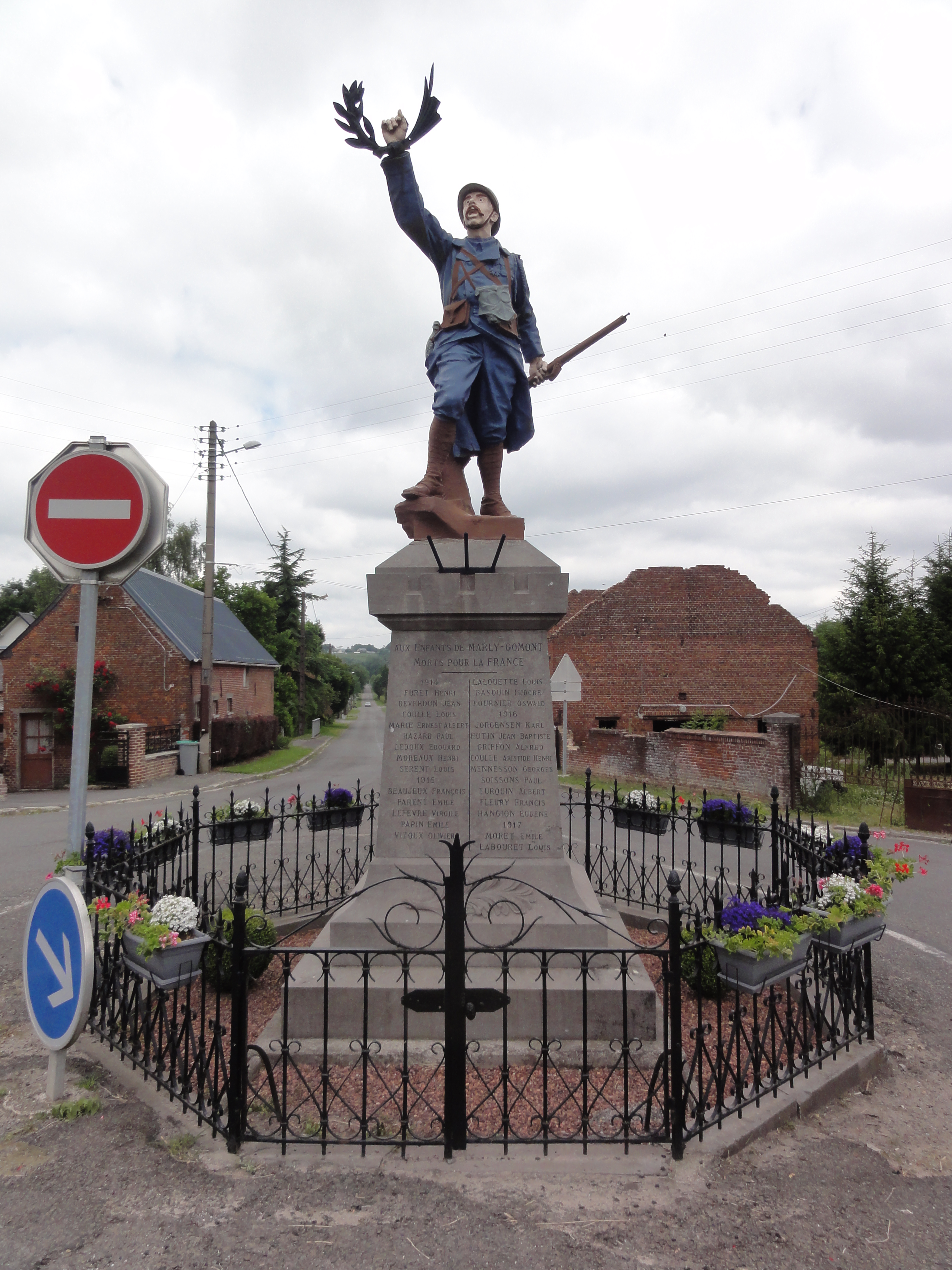
Gefallenendenkmal